# Jean Roesselmann
Pour les articles homonymes, voir Roesselmann.
Jean Roesselmann (Johannes Roesselmann) est né à Turckheim 
est un prévôt de la ville de Colmar et fut destitué vers 1260 par les nobles conduits par l'évêque de Strasbourg. Il revint dans la ville en se cachant dans un tonneau. En 1262, il défendit la ville contre une incursion de l'évêque Walter de Geroldseck au prix de sa vie.

## Hommages
À Colmar, la Fontaine Roesselmann (1888), œuvre du sculpteur alsacien Bartholdi, lui est dédiée. Les traits du visage de cette statue seraient ceux d'un autre «résistant», le maire de Colmar, Hercule Jean-Baptiste de Peyerimhoff qui contesta l'annexion de l'Alsace après la défaite française de 1871 et fut contraint de démissionner. La statue fut déposée en 1943 et réinstallée après la guerre, en 1945.